# إيف نات
إيف نات (بالفرنسية: Yves Nat)‏ هو معلم موسيقى وملحن وعازف بيانو فرنسي، ولد في 29 ديسمبر 1890 في بيزييه في فرنسا، وتوفي في 31 أغسطس 1956 في باريس في فرنسا.

## وصلات خارجية
- إيف نات على موقع ميوزك برينز (الإنجليزية)
- إيف نات على موقع أول ميوزيك (الإنجليزية)
- إيف نات على موقع ديسكوغز (الإنجليزية)